# Гай Стертиний Максим
Гай Стертиний Максим (на латински: Gaius Stertinius Maximus) e политик и сенатор на ранната Римска империя.

## Биография
Произлиза от фамилията Стертинии и е homo novus.
През 23 г. e суфектконсул заедно с Гай Азиний Полион на мястото на Гай Антисций Вет.